# جورج ويليس ريتشي

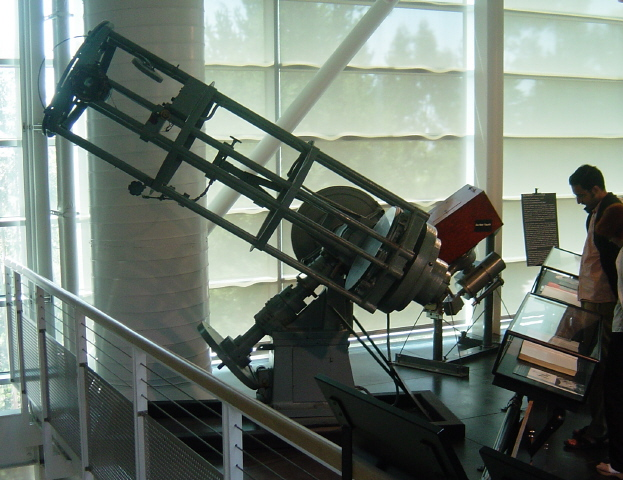
مقراب ريتشي العاكس

جورج ويليس ريتشي (بالإنجليزية: George Willis Ritchey)‏ (31 ديسمبر 1864 - 4 نوفمبر 1945) عالم بصريات وفلك وصانع مقرابات أمريكي ولد في سهول تابرز, أوهايو.
في البداية، تلقى ريتشي تعليمه ليصبح صانع أثاث. لكن الفلك استهواه، فاخترع مقراب ريتشي-كريتيان العاكس مع هنري كريتيان، وهو المقراب الذي يستخدم في معظم المراصد الفلكية الكبرى. كما لعب دورًا رئيسيًا قي تصميم وصناعة مرايا مقرابي 60«و 100» في مرصد جبل ويلسون، بالتعاون مع جورج هيل.
آخر مقراب عاكس صنعه ريتشي ظل مستخدمًا في مرصد محطة فلاجستاف البحري الأمريكي في فلاجستاف، أريزونا. وتكريمًا له، سميت فوهات صدمية على المريخ والقمر باسمه.